# 蝇毒磷
蝇毒磷（英語：Coumaphos）是一种脂溶性的硫代磷酸酯类杀外寄生虫药、杀虫剂和杀螨剂，常用于用于农场和家养动物螨虫、跳蚤的控制。